# University of New Mexico Art Museum

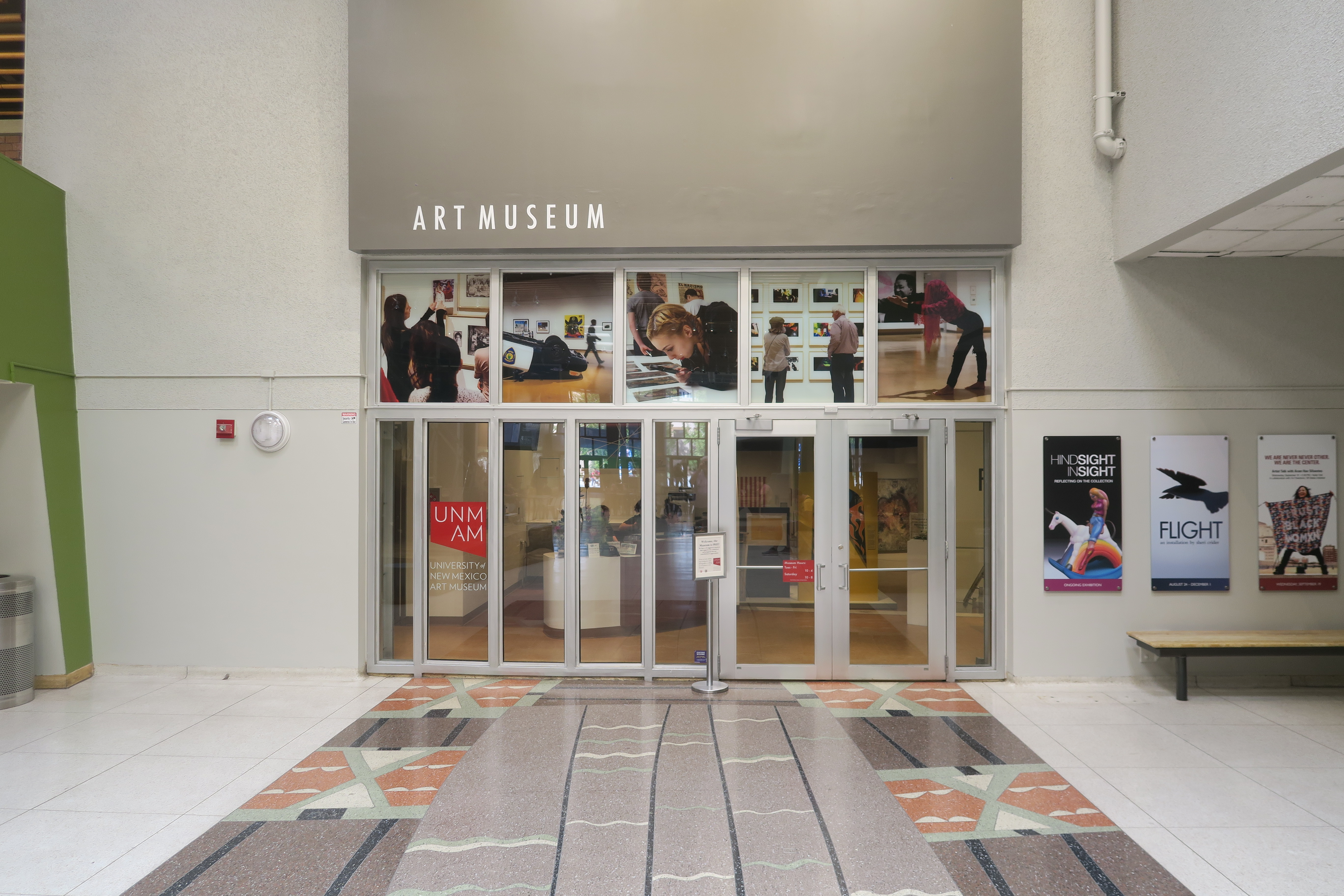
Eingang des University of New Mexico Art Museum, Albuquerque New Mexico

Das University of New Mexico Art Museum (UNMAM) befindet sich auf dem Campus der University of New Mexico in Albuquerque und beherbergt mit fast 30.000 Objekten die größte Sammlung bildender Kunst in New Mexico.

## Geschichte
Das Kunstmuseum der University of New Mexico wurde 1962 als Lehrmuseum für Dozenten und Studenten der Universität gegründet. Seit seiner Eröffnung ist die ständige Sammlung des UNMAM entsprechend gewachsen - im Laufe von sechs Jahrzehnten wurde die größte Kunstsammlung New Mexicos zusammengetragen. Schon früh erlangte das UNMAM Berühmtheit für seine Fotografie und Druckgrafik - zwei Säulen, auf denen der Ruf des Museums bis heute ruht. Die University of New Mexico war eine der ersten Universitäten, die mit dem Sammeln von Fotografien begann, was vor allem dem ersten Direktor des Museums, Van Deren Coke, zu verdanken ist. Heute umfasst die Sammlung eine Vielzahl von Bildern aus fast zwei Jahrhunderten Fotografiegeschichte. Mit der Ernennung des Kunsthistorikers Beaumont Newhall zum ersten Kurator für Fotografie am Museum of Modern Art im Jahr 1971 erlangte das Museum schnell nationales Ansehen.
1970 zog das Tamarind Institute nach Albuquerque und richtete sein Archiv im Kunstmuseum der University of New Mexico ein. Tamarind wurde 1960 in Los Angeles gegründet, um die vom Niedergang bedrohte Kunst der Lithografie zu retten. Der damalige Dekan Clinton Adams, eine der bedeutendsten Persönlichkeiten der amerikanischen Druckgrafik, stellte die Verbindung zwischen Tamarind und dem UNM College of Fine Arts her. Seit fast 50 Jahren beherbergt das UNMAM das Tamarind-Archiv, in dem zahlreiche Abzüge aller Lithografien aufbewahrt werden, die bei Tamarind von den Anfängen in Kalifornien bis heute in Albuquerque entstanden sind.
Eine bedeutende Schenkung erhielt die Sammlung 1982 mit dem Nachlass von Raymond Jonson, einem modernistischen Maler des 20. Jahrhunderts und Mitbegründer der Transcendental Painting Group (1938–1942). Heute beherbergt die Universität die Raymond Jonson-Sammlung mit über 2400 Werken, darunter Werke von Malern der Moderne des 20. Jahrhunderts wie Agnes Martin, Elaine DeKooning, Richard Diebenkorn und Josef Albers.

## Sammlung
Die historische Sammlung umfasst europäische und spanisch-koloniale Gemälde, Altarbilder und polychrome Holzskulpturen. Die Gemälde der Sammlung stammen aus dem 15. bis 19. Jahrhundert, darunter Werke von Antiveduto Grammatica, Juan Correa, Jan van de Velde III und Lodovico Lipparini. Das Museum besitzt bedeutende Sammlungen moderner Malerei, Fotografie, Druckgrafik und Skulptur mit einem besonderen Schwerpunkt auf amerikanischer Druckgrafik und Werken der Transcendental Painting Group. Es beherbergt auch die Nachlässe von Raymond Jonson und Clinton Adams und dient als Archiv für den Tamarind Lithography Workshop (1960–1970) und das Tamarind Institute (seit 1970).
Die moderne Skulpturensammlung des Museums umfasst Werke der Bronze- und Stahlskulptur des 20. Jahrhunderts von Künstlern wie Alexander Archipenko, Gaston Lachaise, David Hare und Mark di Suvero. Die Sammlung umfasst auch zeitgenössische Skulpturen in verschiedenen Medien von Künstlern wie Luis Tapia, Luis Jiménez, Donald Judd, John Chamberlain und Katharina Fritsch.
Hervorzuheben sind Werke von Künstlern mit Bezug zu New Mexico, darunter Georgia O’Keeffe und Frederick Hammersley. Darüber hinaus umfasst die Sammlung Werke namhafter amerikanischer und europäischer Künstler wie Bridget Riley, Robert Ryman, Joan Brown und Bruce Conner.